# Šafijski mezheb
Šafijski mezheb je jedna od četiri pravne škole (mezheba) u sunitskom islamu. Osnivač ove škole je bio Imam Šafi, učenik Imama Ebu Hanife i Imama Malika. Danas je slijedi oko 15% muslimana, uglavnom iz Egipta, Somalije, Indonezije, Tajlanda, Singapura i Filipina. Ova škola je službena kod vlada Bruneja i Malezije. 

## Poveznice
- Mezheb
- Suniti
- Islam